# Brygada Landsturmu Posen 4
Brygada Landsturmu Posen 4 (niem. Landsturm-Brigade Posen 4) – brygada niemieckiego pospolitego ruszenia Landsturm. Brała udział w działaniach zbrojnych frontu wschodniego I wojny światowej.
Wchodziła w skład 84 Dywizji Piechoty w Korpusie Landsturmu Posen. Przemianowana później na 168 Brygadę Piechoty. 